# Busz

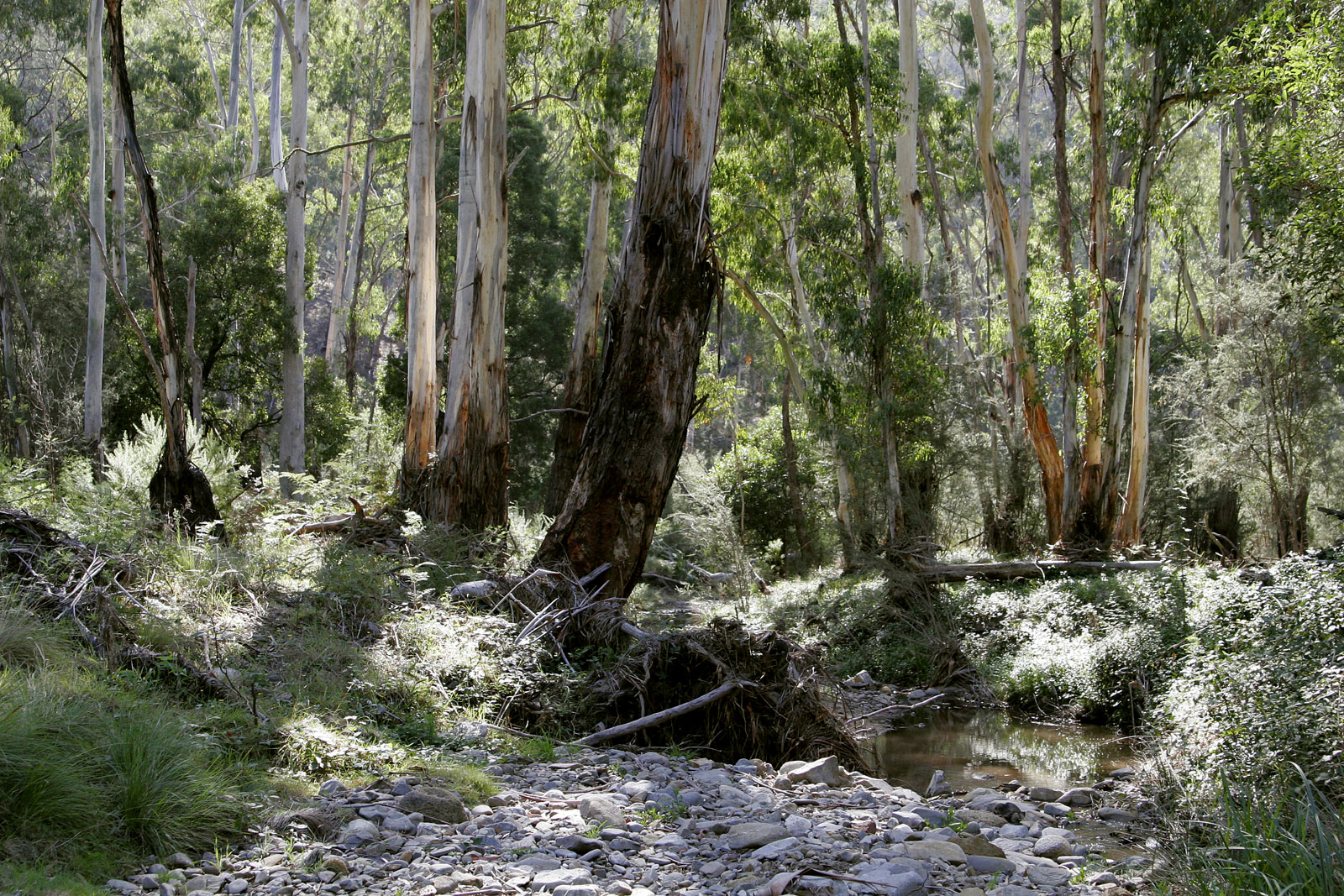
Australijski busz

Busz – formacja roślinna, charakterystyczna dla suchych obszarów podrównikowych, głównie Afryki południowej, Australii (lokalne określenie scrub), w mniejszej skali Afryki wschodniej i Ameryki Południowej. Przeważają w nim krzewy, często kolczaste, zrzucające liście na okres suszy.